# Coriolisa novacaledonica
Coriolisa novacaledonica is een vlokreeftensoort uit de familie van de Pachynidae. De wetenschappelijke naam van de soort werd in 1994 voor het eerst geldig gepubliceerd door Lowry en Stoddart.